# Carolin Weitzel
Carolin Weitzel (* 11. Mai 1980 in Köln) ist eine deutsche CDU-Kommunalpolitikerin. Sie ist seit 2020 Bürgermeisterin von Erftstadt. Sie stellt sich am 14. September 2025 erneut zur Wahl als Bürgermeisterin.

## Leben
Weitzel lebt seit ihrem dritten Lebensjahr in Erftstadt und machte ihr Abitur am Gymnasium in Lechenich. Sie hat einen Abschluss als M.A. mit Schwerpunkt Europäisches Verwaltungsmanagement und ist Diplom-Verwaltungswirtin (FH). Sie war als Arbeitsvermittlerin, Studien- und Berufsberaterin, Beauftragte für Chancengleichheit am Arbeitsmarkt, Ausbilderin und Trainerin für Kommunikation bei der Bundesagentur für Arbeit in Münster, Bonn, Bergisch Gladbach und Brühl tätig. Ab 2018 war sie Gleichstellungsbeauftragte in Erftstadt. Mitte September 2020 erzielte sie bei der Kommunalwahl im 1. Wahlgang der Bürgermeisterwahl von Erftstadt keine absolute Mehrheit und musste zur Stichwahl gegen die parteilose Kandidatin der SPD, Monika Hallstein, antreten, die sie Ende September 2020 gewann. Sie übt das Bürgermeisteramt von Erftstadt seit dem 1. November 2020 aus. Außerdem ist sie nebenamtlich als Standesbeamtin tätig. Sie war Mitglied der 17. Bundesversammlung zur Wahl den Bundespräsidenten 2022.
Überregional bekannt wurde Carolin Weitzel im Zuge der Unwetterkatastrophe und der Überflutung von Teilen Erftstadts durch die Erft im Rahmen der Hochwasserereignisse in Nordrhein-Westfalen im Juli 2021. Als zuständige Bürgermeisterin koordinierte sie zusammen mit dem Landrat des Rhein-Erft-Kreises Frank Rock die kommunalen Hilfsmaßnahmen und den Informationsfluss für Presse und Bevölkerung.
Carolin Weitzel ist Mutter zweier Kinder.